# Yavapai-Prescott-reservatet
Yavapai-Prescott-reservatet er et indianerreservat med hovedsæde i byen Prescott, Arizona, USA.
Placering: 165 km nordvest for Phoenix i Yavapai County, grænser på 3 sider til byen Prescott.
Stamme: Yavapai. Kendt for: Kurvevævning.